# Tongoloa taeniophylla
Tongoloa taeniophylla är en flockblommig växtart som först beskrevs av H.Boissieu, och fick sitt nu gällande namn av H.Wolff. Tongoloa taeniophylla ingår i släktet Tongoloa och familjen flockblommiga växter. Inga underarter finns listade i Catalogue of Life.